# Вася Дзанакари
Вася Дзанакари (на гръцки: Βάσια Τζανακάρη) е гръцка писателка.

## Биография
Родена е в 1980 година в македонския град Сяр, Гърция, в семейството на писателя Василис Дзанакарис. Учи английски език и литература в Университета „Аристотел“ в Солун и е завършила следдипломно обучение по превод в Атинския университет. Член е на Гръцкото общество за английски изследвания. С първата си книга, сборникът с разкази „Единадесет малки убийства : истории, вдъхновени от песни на Ник Кейв“ (Метехмио, 2008), тя е номинирана за наградата за дебют на литературното списание „Диавазо“. Последват романът „Джони и Лулу“ (Метехмио, 2011) и детската книга „Подарък за Дзелозо“ (Метехмио, 2013). В 2014 година излиза „Столът на господин Хектор“. Участвала е в колективни творби („Гръцки имена“ - Кедрос, „Криза“ - Вакксикон, „Истории за книги“ - Кастаниоти) и работи като преводач, като е превеждала Иън Ранкин, Джилиан Флин, Доналд Рей Полък,  Емили Сейнт Джон Мандел, Стюърт Невил и други. За превода си на „Собствена стая“ на Вирджиния Улф печели наградата на Дружеството на гръцките литературни преводачи.